# Pekolj
Pekolj je med vsemi priimki v Sloveniji na 1292. mestu, ki ga je po podatkih SURS-a na dan 6. junija 2010 uporabljalo 300 oseb.